# Hérinnes
Ne doit pas être confondu avec Hérinnes (Brabant flamand).
Hérinnes ou Hérinnes-lez-Pecq est une section de la commune belge de Pecq, située en Région wallonne dans la province de Hainaut.
C'était une commune à part entière avant la fusion des communes de 1977.

## Toponymie
Dans le nom Hérinnes, la première et la dernière lettre sont intruses. Il ne reste plus que « Erine », c’est un mot roman venant du latin Aera représentant une plaine de mauvaise herbe ou aussi du mot Arenaria qui signifie une sablonnière.

## Géographie
Hérinnes est situé à l'Est de Pecq et au nord d'Obigies, sur la rive droite de l'Escaut.
Principalement rurale, étendue le long de la chaussée d'Audenarde, la localité se compose des hameaux suivants :
- "Cavrinnes", au nord, formant la limite avec Pottes (Celles)
- "La Place", zone habitée la plus proche de l'ancien lit de l'Escaut et reliée à Warcoing (rive gauche de la même entité, près de l'église)
- "Corps de Garde"
- "Léaucourt", au sud, limitrophe d'Obigies. La limite des deux localités est formée par le « rieu de Léaucourt », qui alimente en partie (ou alimentait) la zone humide de Léaucourt.

"Le Vieil Escaut"

Le Vieil Escaut est situé le long des marais, il en reste plusieurs bouts dont à Léaucourt mais aussi près de la place d’Hérinnes. L’Escaut fut rectifié en 1956 parce que les bateaux devenaient de plus en plus longs et lourds. Ils avaient donc beaucoup de mal à franchir les méandres. Cette rectification permit aux bateliers d’aller plus vite et de ne plus faire usage des chevaux.
| Helchin, Warcoing | Helchin et Pottes | Pottes, (Celles)    |
| Pecq (village)    | Hérinnes          | Molenbaix, (Celles) |
| Esquelmes         | Obigies           | Obigies             |

### Lieux-dits

#### Langlée[2]
Jusqu'en 1769 était une enclave de la châtellenie de Lille.

#### Cavrinnes[2]
Signifierait Terre aux chèvres, ou bien terrains bas ou plaines basses.
Jusqu'en 1769 était une enclave de la châtellenie de Lille. Les hameau et seigneurie de lenglez contenaient 78 bonniers 900 verges. Il existait également un fief et un bois de Cavrinnes situés à Rumes.

### Environnement

#### La zone humide de Léaucourt
Léaucourt est réparti sur trois villages : Obigies, Esquelmes et Hérinnes. Il est également divisé en trois parties : le Léaucourt profond, le hameau de Léaucourt et la zone humide de Léaucourt.

#### Faune et flore
C’est au niveau de la faune et de la flore que l’on reconnaît les principaux intérêts biologiques de Léaucourt. En effet, on peut y rencontrer de nombreuses espèces d’oiseaux comme le martin pêcheur, le butor étoilé, le héron cendré… Mais aussi beaucoup de poissons dont le brochet, la carpe, le gardon, le sandre.
On y remarque de nombreuses plantes comme la butome (Jonc fleuri) fleur de bord des eaux à pétales roses, le potamot, plante d’eau douce dont les feuilles sont flottantes et larges. On peut aussi sentir l’odeur de la nivéole qui a été nommée princesse florale de la zone humide de Léaucourt. Ces plantes ne sont pas très courantes en Belgique.

#### La Ventelle
La Ventelle est un ouvrage hydrologique qui fut construit en 1905. Elle avait pour rôle de ralentir, de libérer ou de retenir le passage des eaux venant de la grande rigole d’Obigies et du rieu de Léaucourt. La Ventelle a cessé de fonctionner en 1953 lors de l’assèchement des marais. Elle a été restaurée et classée en 1995 par la communauté française.

## Évolution démographique
- Sources : INS, Rem. : 1831 jusqu'en 1970 = recensements, 1976 = nombre d'habitants au 31 décembre.

## Historique
La place d’Hérinnes prit forme vers 1600 autour de la demeure du seigneur Gilles De Erine qui venait d’habiter dans le village. Vers le nord, on se dirige vers Cavrinnes, au sud vers Léaucourt. Le village possédait 3 moulins celui d’Hérinnes disparu en 1890, celui de Léaucourt incendié en 1902 et le moulin de Cavrinnes détruit pendant la Première Guerre mondiale.
L’école libre des filles installée en 1885 en face de l’église dans un ancien séchoir à chicorée réunissait deux classes primaires et une gardienne. Par la suite elle devint école adoptée dirigée par les Sœurs de la providence de Gosselies.

## Patrimoine et culture

### Monuments
- La chapelle, que l'on date du XVe siècle, appartenait probablement au château de Léaucourt. C’est le monument archéologique le plus ancien retrouvé à Hérinnes. Il ne reste maintenant plus que la façade principale, c'est-à-dire l’entrée qui donne sur l’Escaut.

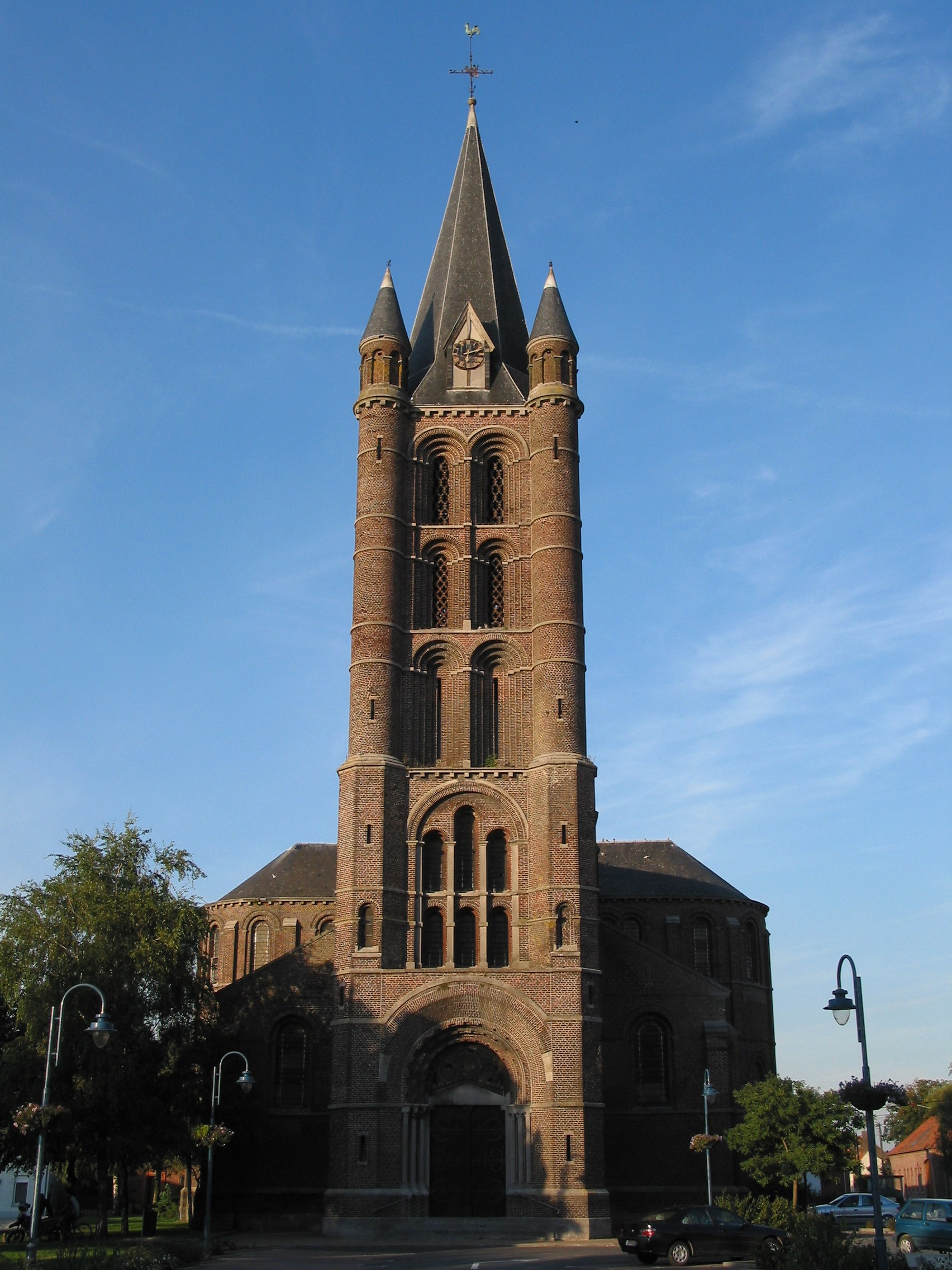
Église Sainte Aldegonde.

- L'église d'Hérinnes fut construite en 1865, dans un style roman par l'architecte tournaisien Justin Bruyenne. Cette église ainsi que 46 autres sont placées sous le patronage de sainte Aldegonde (née en 630 et morte en 684). Ce vaste édifice de briques et de pierre, érigé sous la direction de l'architecte J. Bruyenne se compose d'une triple nef suivie d'un transept saillant et d'un chœur à cinq pans, il présente la combinaison insolite d'une structure d'inspiration gothique et de formes romanes, les font appeler style néo-romain. Particularité des œuvres de l'auteur du projet.

Le cimetière entourait cette église jusqu'en 1915. Mais celui-ci a été déplacé en face du Home "Général Le Maire" pour laisser sa place à un parking.
Une ancienne église était implantée plus au Sud sur la place d'Hérinnes (face à la salle des fêtes et l'ancienne maison communale).
- La maison de Léaucourt infrastructure communale et une organisation d’animation, se situe dans la zone humide de Léaucourt, tout près de L’Escaut et du RAVeL. Elle propose un point d’information touristique sur Léaucourt et ses alentours avec des visites guidés, des animations pédagogiques, des promenades et surtout un parcours de 7 km qui sillonne à la fois un bras mort de l’exclut ainsi que le fleuve actuel. Elle se charge d’animer et de gérer le site et la zone humide de Léaucourt, avec notamment tout au long de l'année plusieurs kermesse. Des concours de jeu de boules (jeu spécifique de la région du Tournaisis) de pétanques… Elle aménage des emplacements de pêche, achève le cheminement de l’arboretum, elle termine le jardin des plantes indigènes et médicinales.

### Culture

#### La légende de la sirène de Léaucourt
En cette soirée relativement douce qui marque habituellement le solstice d'été ; un bruit, soudain et inhabituel, envahit Léaucourt. Un mystère plane au-dessus de la roselière centenaire. La surface de l’eau est anormalement agitée. Les roseaux s’inclinent et se dressent comme un régiment de fantassins au garde-à-vous. Brusquement, le soleil disparait et tout redevient calme. Soudain une femme moitié femme moitié poisson jaillit des eaux. Après qu’un tapis de fleurs fut formé elle s’y pose avec beaucoup de souplesse et me fit signe d’approcher. Puis très simplement elle me dit : je suis arrivée à Léaucourt il y a longtemps, j’ai suivi un trois-mâts venant de Copenhague qui m'a amené à Anvers, puis j’ai voulu découvrir les cités en bordure de l’Escaut et principalement Gand, Audenarde, Tournai… c’est alors que mon cœur a été conquis par Léaucourt. C’est pour cela que chaque printemps, je surveille avec amour et tendresse la naissance des oisillons, en général, et des canetons, en particulier. Je les suis et je fais la chasse aux prédateurs. La sirène enchaîne, entre deux équinoxes, il y a des activités attirantes au sein du monde animal et végétal qui anime ces lieux. À peine eut-elle prononcé ces dernières phrases qu’un merle moqueur est venu se poser sur son épaule. Il a émis un sifflement aigu. Était-ce une sensation précédant un fait et l’annonçant ? Le merle s’envola et la sirène disparut dans les eaux. Une chouette hulula… Était-ce un autre mystère ?

## Économie

### Les industries

#### RULO
L'entreprise Rulo, qui existe depuis 1938, est spécialisée dans la collecte et le recyclage de PVC rigides. Donc ayant particulièrement axé sur la collecte et le recyclage des plastiques, Rulo achète des matières premières qui sont sous diverses formes. Grâce à ses actionnaires, cette entreprise est à la tête des recycleurs européens de PVC.

#### La chocolaterie
Pendant 2 ans, cette chocolaterie a fabriqué du chocolat 75 % cacao. Le chocolat de Léaucourt était un des meilleurs au monde. Ce qui a été confirmé au concours de chocolaterie en 2000, il avait remporté le premier prix d'originalité et d'excellence.
Maintenant, c'est devenu un magasin d'exportation d'huîtres.

#### Fabrication dulin
La famille Vandenberghe depuis 1830 cultive (notamment) le lin. Par la suite, ils en feront une activité industrielle ; après rouissage, le lin était filé, tissé et même parfois blanchi. Ensuite, les agriculteurs allaient le vendre sous forme de toile au marchés de Tournai, de Renaix et d'Audenarde. Et au fur et à mesure des années, celle-ci grandissait. Si bien qu'aujourd'hui, c'est une des dernières qui existe en Belgique.

### Transports

#### L'ancienne gare
Le 5 mai 1882, le chemin de fer arrive à Pecq et Hérinnes (la ligne 87). Plusieurs raccordements seront effectués aux voies vicinales du tram. Actuellement, les infrastructures majeures des deux stations sont toujours là : bâtiments des recettes, hangar aux marchandises, latrines. Les voies ont par contre été déferrées au début des années 1960. Une partie des bâtiments de l'ancienne gare vicinale de Pecq est occupée par des services du MET. Les gares sont aujourd'hui habitées et toutes les deux sont en phase de rénovation. Le hangar subit lui aussi des gros changements et est aujourd'hui complètement rénové.

## Galerie

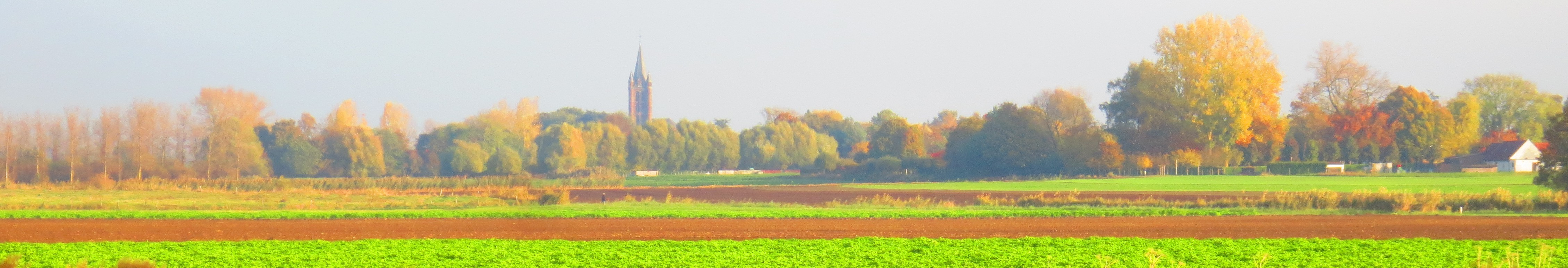
Vue panoramique de l'ancien village d'Hérinnes.
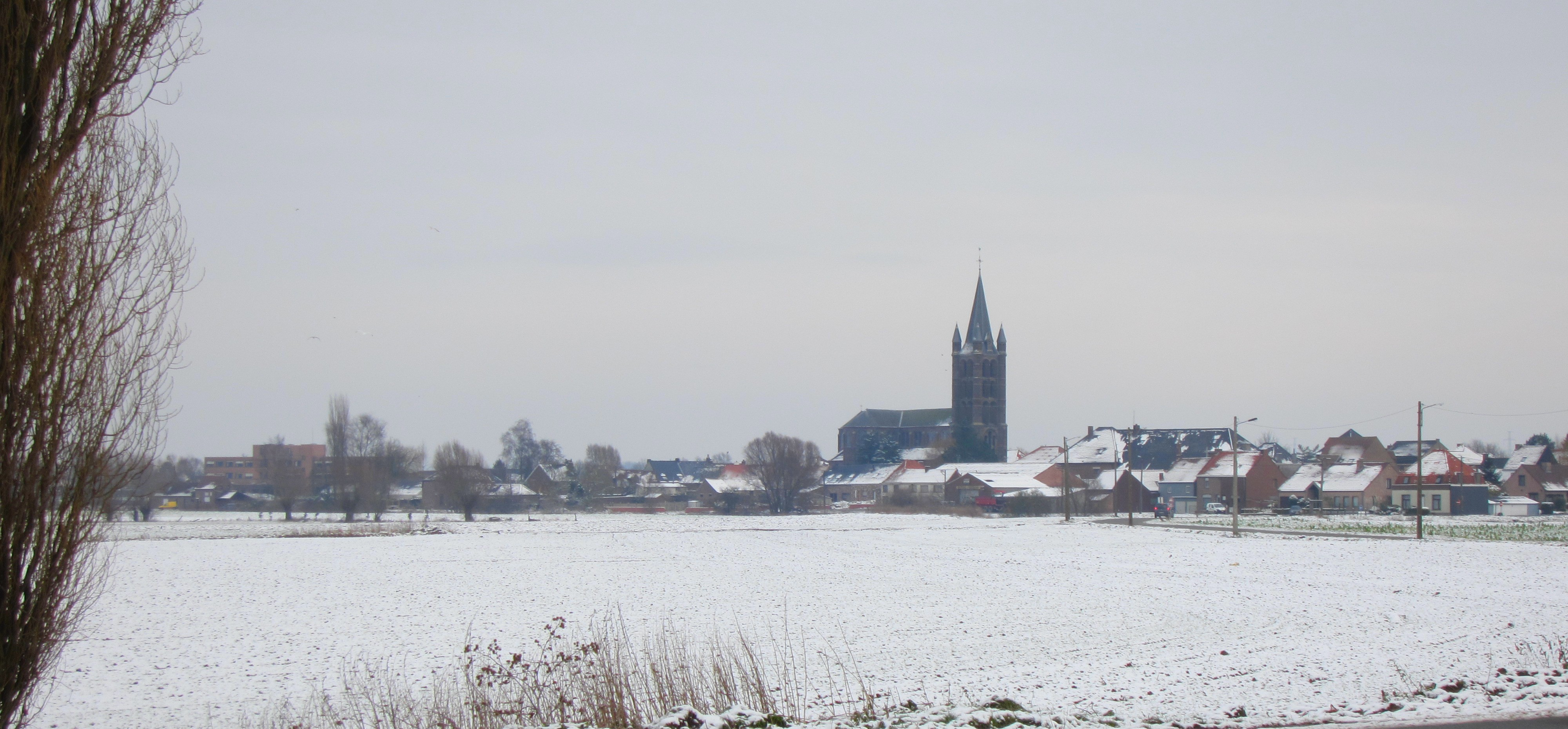
Hérinnes sous la neige.
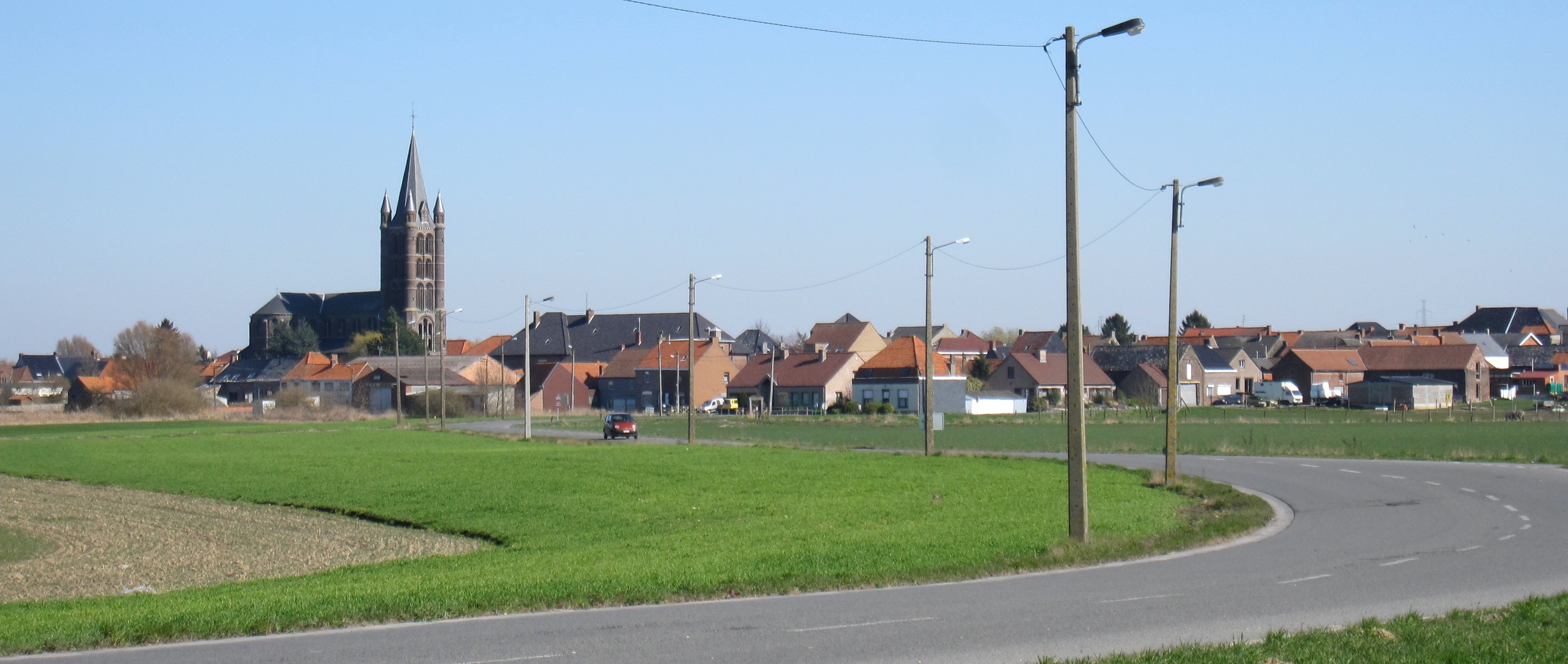
Vue panoramique.
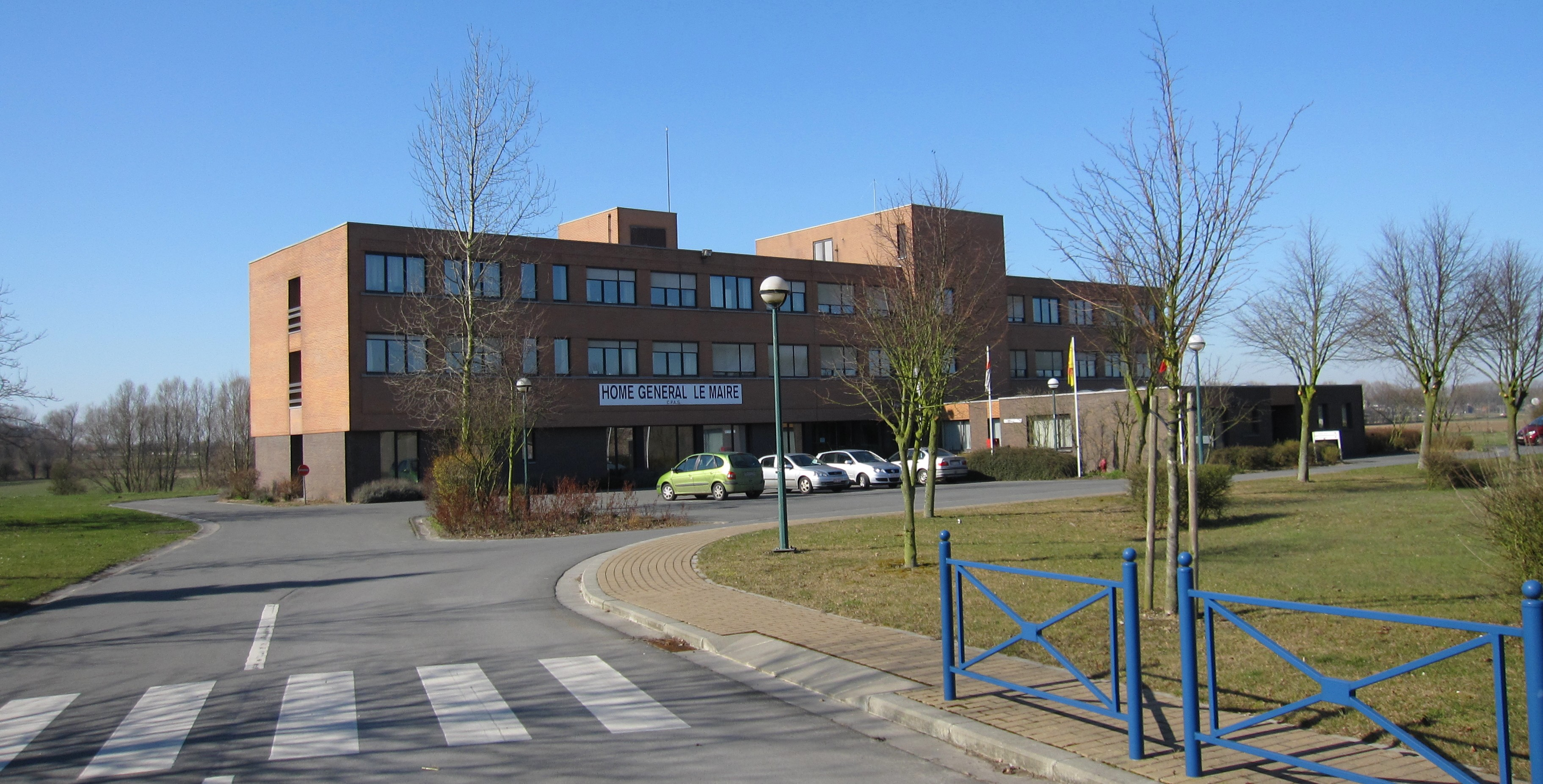
La maison de retraite.

## Sports et vie associative

### Vie sociale
Dans ce petit village d'Hérinnes, il y a : une école libre mixte, une agence financière, une salle des fêtes (actuellement appelée « salle Roger Lefebvre »), un club de football, une boulangerie, un restaurant, une supérette, une boucherie, une maison de repos CPAS « Home général Le Maire » (Antoine Le maire était titulaire de nombreuses distinctions honorifiques) et un manège « Cavrines».
Il y a aussi des activités telles que le marché hebdomadaire chaque samedi matin.
Mais aussi, le jeu de boules qui, depuis plus d'un siècle, était pratiqué dans quatre des cinq villages de l'entité de Pecq. Et maintenant, il ne reste plus qu'Hérinnes qui y joue. Il occupe le coin de la place et à chaque kermesse locale, il y a organisation d'un tournoi où l'on voit s'affronter une vingtaine de pelotons tout un après-midi sur des pistes improvisées.

#### Le Brass Band
En 1861, 14 musiciens d'Hérinnes ont fondé la Fanfare "L'Union" d'Hérinnes, qui est devenue royale en 1923. En 1977, cette fanfare est devenue le "Brass Band Hérinnes". Actuellement, c'est une formation de variétés composée de 35 musiciens. La Sainte-Cécile est célébrée en l'église Sainte-Aldegonde d'Hérinnes chaque année le dernier samedi de janvier. Cette formation a participé à des émissions de télévision et a enregistré des disques 45 et 33 tours, des cassettes audio et vidéo et des compact discs (CD). Ces derniers sont en vente lors des concerts du B.B.H., qui ont lieu dans la région, mais également à l'étranger (en France, au Grand-Duché de Luxembourg, en Allemagne, aux Pays-Bas et en Grande-Bretagne).